# الکساندر شوچنکو
الکساندر شوچنکو (اوکراینی: Олександр Васильович Шевченко؛ ۲۴ مهٔ ۱۸۸۲ – ۲۸ اوت ۱۹۴۸) نقاش، مجسمه‌ساز، نظریه‌پرداز هنر، نویسنده، گرافیست، و هنرمند تجسمی اهل اوکراین بود.